# Distrito electoral de Lebanon (condado de Red Willow, Nebraska)
Lebanon (en inglés: Lebanon Precinct) es un distrito electoral ubicado en el condado de Red Willow en el estado estadounidense de Nebraska. En el Censo de 2010 tenía una población de 113 habitantes y una densidad poblacional de 1,23 personas por km².

## Geografía
Lebanon se encuentra ubicado en las coordenadas 40°2′41″N 100°14′58″O / 40.04472, -100.24944. Según la Oficina del Censo de los Estados Unidos, Lebanon tiene una superficie total de 91.59 km², de la cual 91.59 km² corresponden a tierra firme y (0%) 0 km² es agua.

## Demografía
Según el censo de 2010, había 113 personas residiendo en Lebanon. La densidad de población era de 1,23 hab./km². De los 113 habitantes, Lebanon estaba compuesto por el 99.12% blancos, el 0% eran afroamericanos, el 0% eran amerindios, el 0.88% eran asiáticos, el 0% eran isleños del Pacífico, el 0% eran de otras razas y el 0% pertenecían a dos o más razas. Del total de la población el 0% eran hispanos o latinos de cualquier raza.